# Atrésie tricuspide

La valve tricuspide n’est pas perforée et le ventricule droit est sous-développé, empêchant le sang de circuler normalement vers les poumons.

L’atrésie tricuspide est une cardiopathie congénitale cyanogène de la valve tricuspide, relativement rare. Elle compte pour approximativement 1 % des cas de maladie cardiaque congénitale, soit environ ~0,1 sur 1000 individus.
Contrairement au cœur normal, le sang désoxygéné ne peut passer de l’oreillette droite vers le ventricule droit à l’aide de la valve tricuspide. Le sang est donc poussé de l’oreillette droite à l’oreillette gauche, se mélangeant avec le sang oxygéné qui revient des poumons.
Il n’est pas rare que cette malformation s’accompagne par d’autres anomalies cardiaques.

## Traitement
Cette malformation est associée à un haut taux de mortalité si aucune intervention n’est effectuée. Cependant, des chirurgies telles que l’anastomose de Blalock-Taussig et l’anastomose cavo-pulmonaire bidirectionnelle (intervention Glenn) peuvent être réalisées en bas âge en attendant de pouvoir procéder à une intervention de Fontan.

## Lecture supplémentaire
- Cœur d’enfant, publié en 2020 par l’association en cœur, association québécoise pour les enfants malades du cœur, propose une vulgarisation de plusieurs cardiopathies congénitales.
- La fondation Cœur+AVC offre un guide des cardiopathies congénitales sur son site.